# Borj el-Khadra
Pour les articles homonymes, voir Borj et Khadra (homonymie).
Borj el-Khadra (arabe : برج الخضراء), anciennement appelé Fort Saint, est le lieu le plus méridional de la Tunisie. Il est situé dans le gouvernorat de Tataouine, à la frontière conjointe entre la Tunisie, l'Algérie et la Libye.
Il est éloigné de Tataouine, la ville la plus proche, de 396 kilomètres et de Tunis de 927 kilomètres. Avec le cap Angela, pointe septentrionale de la Tunisie, il constitue l'autre extrémité de l'axe nord-sud du pays mesurant 1 200 kilomètres.
Il fait l'objet d'un long contentieux de frontière à la suite duquel la Tunisie cède à l'Algérie ses biens domaniaux situés en territoire algérien à l'ouest de Fort-Saint : un bâtiment dit Fort Carquet, une piste d'atterrissage et deux puits artésiens.
C'est une étape dans les rallyes et les raids qui traversent le Grand Erg oriental du désert tunisien, dont le Rallye de Tunisie.
Il est au centre d'une zone de prospection pétrolière de plus de 2 000 km2.